# Proa (periódico)
El diario Proa (posteriormente renombrado La Hora Leonesa) fue un periódico español editado en León entre 1936 y 1984.

## Historia
El primer número salió a la calle el 10 de noviembre de 1936, tras el estallido de la Guerra civil. Se editó en las instalaciones del desaparecido diario La Democracia, que había sido incautado por las fuerzas sublevadas. Fundado por Falange, durante la Dictadura franquista el diario formó parte de la Cadena de Prensa del Movimiento. En 1975 el diario cambió su denominación, renombrándose La Hora Leonesa. Tras la muerte de Franco pasó a integrarse en el organismo público Medios de Comunicación Social del Estado. En 1984 el estado procedió a la subasta pública del diario. La empresa propietaria del Diario de León acudió a la subasta y adquirió La Hora Leonesa, aunque decidiendo inmediatamente proceder a su cierre. Con ello se libró de su principal competidor. La Hora Leonesa fue clausurado el 16 de mayo de 1984.
En sus páginas colaboraron autores como Francisco Umbral, Domingo del Prado, Francisco González o Luis Pastrana.

## Directores
Por la dirección del diario pasaron, entre otros, Adolfo Duque, Félix Morales, Federico Miraz,Francisco Villalgordo Montalbán, Primitivo García o Enrique Cimas Rotondo.